# Concerto pour violon no 3 de Paganini
Pour les articles homonymes, voir Concerto pour violon no 3.

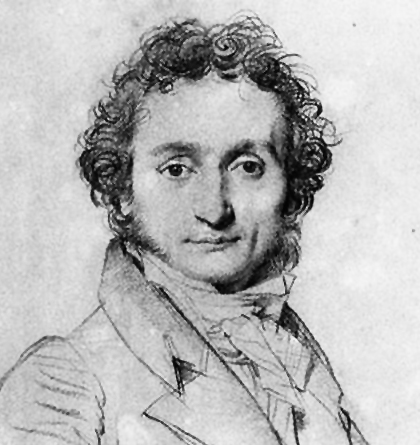
PORTRAIT

Le Concerto pour violon no 3 en mi majeur, M.S. 50 de Niccolò Paganini est une œuvre musicale composée en 1826 par le compositeur et violoniste virtuose  Niccolò Paganini.

## Historique
Le 12 décembre 1826, Paganini a écrit de Naples à son ami L. G. Germi qu'ayant récemment terminé son deuxième concerto pour violon, il avait maintenant « terminé d'orchestrer un troisième concerto avec une Polacca », et il ajoutait : «Je voudrais essayer ces concertos sur mes compatriotes avant de les produire à Vienne, Londres et Paris». En l'occurrence, le troisième concerto pour violon ne semble pas avoir été créé avant juillet 1828 à Vienne.

## Structure
Le concerto est en trois mouvements:
1. Introduzione. Andantino - Allegro marziale
2. Adagio. Cantabile spianato
3. Polacca. Andantino vivace